# Typhlodromips alpicola
Typhlodromips alpicola är en spindeldjursart som först beskrevs av Ehara 1982.  Typhlodromips alpicola ingår i släktet Typhlodromips och familjen Phytoseiidae. Inga underarter finns listade i Catalogue of Life.